# Abierto de Estoril
El Abierto de Estoril (también conocido como Millennium Estoril Open por patrocinios) es un torneo oficial de tenis, fue ATP 250 hasta el 2024 y a partir del 2025 forma parte del ATP Challenger Tour de tierra batida en Portugal. El evento tiene lugar en el Club de Tenis de Estoril en Cascais.
Fue creado en 2015 por el extenista holandés Benno van Veggel y el agente de fútbol portugués Jorge Mendes para sustituir al histórico Torneo de Oeiras, que fue anulado debido a la falta de patrocinios. A partir del 2025, el torneo dejará de jugarse como resultado de múltiples cambios en el calendario ATP.

## Palmarés

### Individual masculino
| ATP Challenger Tour (2025-) |
| ATP World Tour (2015-2024)  |

| Año  | Campeón                                  | Subcampeón                               | Resultado                                |
| ---- | ---------------------------------------- | ---------------------------------------- | ---------------------------------------- |
| 2015 | Richard Gasquet                          | Nick Kyrgios                             | 6-3, 6-2                                 |
| 2016 | Nicolas Almagro                          | Pablo Carreño                            | 6-7(6), 7-6(5), 6-3                      |
| 2017 | Pablo Carreño                            | Gilles Müller                            | 6-2, 7-6(5)                              |
| 2018 | João Sousa                               | Frances Tiafoe                           | 6-4, 6-4                                 |
| 2019 | Stefanos Tsitsipas                       | Pablo Cuevas                             | 6-3, 7-6(4)                              |
| 2020 | No disputado por la pandemia de COVID-19 | No disputado por la pandemia de COVID-19 | No disputado por la pandemia de COVID-19 |
| 2021 | Albert Ramos                             | Cameron Norrie                           | 4-6, 6-3, 7-6(3)                         |
| 2022 | Sebastián Báez                           | Frances Tiafoe                           | 6-3, 6-2                                 |
| 2023 | Casper Ruud                              | Miomir Kecmanović                        | 6-2, 7-6(3)                              |
| 2024 | Hubert Hurkacz                           | Pedro Martínez                           | 6-3, 6-4                                 |
| 2025 | Alex Michelsen                           | Andrea Pellegrino                        | 6-4, 6-4                                 |

### Dobles masculino
| Año  | Campeones                                | Subcampeones                             | Resultado                                |
| ---- | ---------------------------------------- | ---------------------------------------- | ---------------------------------------- |
| 2015 | Treat Huey Scott Lipsky                  | Marc López David Marrero                 | 6-1, 6-4                                 |
| 2016 | Eric Butorac Scott Lipsky                | Łukasz Kubot Marcin Matkowski            | 6-4, 3-6, [10-8]                         |
| 2017 | Ryan Harrison Michael Venus              | David Marrero Tommy Robredo              | 7-5, 6-2                                 |
| 2018 | Kyle Edmund Cameron Norrie               | Wesley Koolhof Artem Sitak               | 6-4, 6-2                                 |
| 2019 | Jérémy Chardy Fabrice Martin             | Luke Bambridge Jonny O'Mara              | 7-5, 7-6(3)                              |
| 2020 | No disputado por la pandemia de COVID-19 | No disputado por la pandemia de COVID-19 | No disputado por la pandemia de COVID-19 |
| 2021 | Hugo Nys Tim Puetz                       | Luke Bambridge Dominic Inglot            | 7-5, 3-6, [10-3]                         |
| 2022 | Nuno Borges Francisco Cabral             | Máximo González André Göransson          | 6-2, 6-3                                 |
| 2023 | Sander Gillé Joran Vliegen               | Nikola Čačić Miomir Kecmanović           | 6-3, 6-4                                 |
| 2024 | Gonzalo Escobar Aleksandr Nedovyesov     | Sadio Doumbia Fabien Reboul              | 7-5, 6-2                                 |
| 2025 | Ariel Behar Joran Vliegen                | Francisco Cabral Lucas Miedler           | 7-5, 6-3                                 |